# 福建宏翔高级中学
福建宏翔高级中学（英語：Fujian Hongxiang Senior High School），簡稱宏翔中学，是一所由宁德市宏翔投资有限公司创办的“全封闭寄宿制高中”，位於中華人民共和國霞浦县松城街道山河路，霞浦南峰山下。

## 简介
福建宏翔高级中学于2007年由宁德宏翔投资有限公司创办，学校的校长兼董事长为徐定军。学校创办之初名为“霞浦县宏翔高级中学”，2011年更名为福建宏翔高级中学。2011年10月，宏翔高级中学通过了福建省三级达标校的评估验收。
学校占地面积125亩，建筑面积45000平方米，现有42个教学班（都为高中班），2228名在校学生，161位教职工。校内建有实验室、图书室、音乐室等专用教室，并有塑胶田径场、足球场、篮球场等体育场所。学校实行全封闭寄宿制，名义上，所有学生除双休日和法定节假日外的其他时间都要待在校内；现今宏翔高中每两周放假一天半（周六下午至周日晚上），高三学生每一个月放假一天半。